# Eisenfleckigkeit
Eisenfleckigkeit ist eine Schädigung an Kartoffeln (Solanum tuberosum). Die viröse Eisenfleckigkeit wird durch das Tabak-Rattle-Virus (TRV) verursacht, sie wird durch Nematoden (Fadenwürmer) übertragen und führt zu kleinen braunen Flecken im Knolleninnern.
Die Nematoden der Gattung Trichodorus übertragen bei ihrer Saugtätigkeit an den Pflanzenwurzeln das Virus, das an ihrem Mundstachel haftet. Beim Saugen an Pflanzenwurzeln infiziert sich der Nematode an virustragenden Pflanzen mit dem Virus und verbreitet dieses bis zu seiner nächsten Häutung an alle nachfolgend angestochenen Pflanzen.